# Dżereń tybetański
Dżereń tybetański (Procapra picticaudata) – gatunek ssaka parzystokopytnego z rodziny wołowatych.

## Występowanie i biotop
Obecny zasięg występowania gatunku obejmuje Wyżynę Tybetańską. Jego siedliskiem są tereny pustynne, półpustynne i stepy na wysokościach do ponad 5 tys. m n.p.m.

## Charakterystyka ogólna
| Podstawowe dane   | Podstawowe dane |
| ----------------- | --------------- |
| Długość ciała     | 95–145 cm       |
| Wysokość w kłębie | 54–84 cm        |
| Długość ogona     | 2–12 cm         |
| Masa ciała        | 20–40 kg        |

### Wygląd
Ubarwienie płowe, spodem białe, na głowie ciemniejszy pas rozciągający się od czoła do nozdrzy, na pośladkach białe lustro, ogon biały z czarnym zakończeniem (chwostem). U samców występują lirowato wygięte rogi osiągające długość 30–36 cm.

## Zagrożenia i ochrona
Gatunek nie jest objęty konwencją waszyngtońską CITES. W Czerwonej księdze gatunków zagrożonych Międzynarodowej Unii Ochrony Przyrody i Jej Zasobów został zaliczony do kategorii NT (bliski zagrożenia wyginięciem).